# Propebela cassis
Propebela cassis is een slakkensoort uit de familie van de Mangeliidae. De wetenschappelijke naam van de soort is voor het eerst geldig gepubliceerd in 1989 door Bogdanov.